# Handpuppe

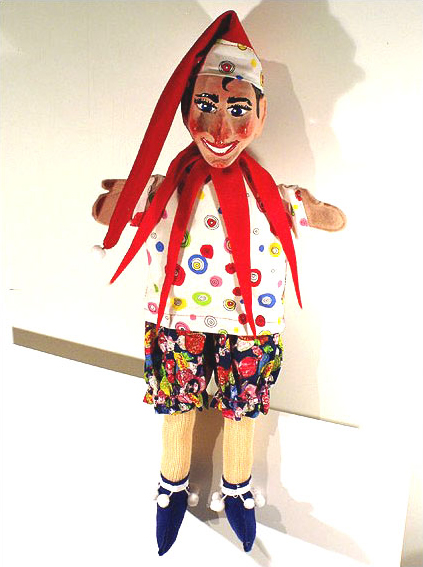
Handpuppe Kasper mit Beinen

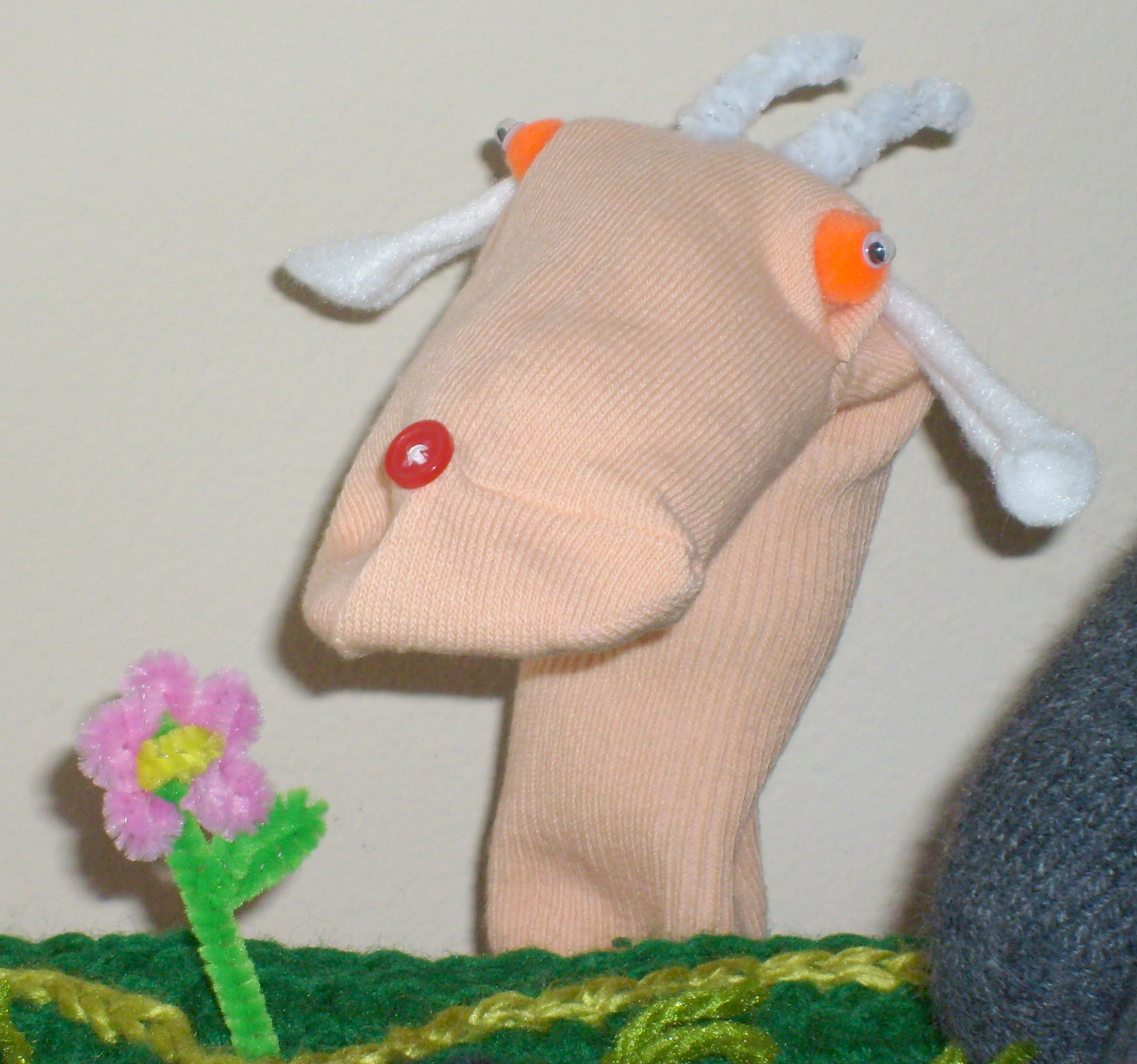
Einfache Sockenpuppe

Handpuppen bestehen meist aus einem Kopf, in den der Zeigefinger gesteckt wird, und einem Kleid, unter dem die ganze Hand verschwindet. Die Arme sind in der Regel stummelartig und werden mit Daumen und kleinem Finger gespielt, seltener werden Handpuppen mit Beinen gefertigt. Bei Tierpuppen hält man Daumen und die übrigen Finger so, dass das Tier das Maul auf- und zuklappen kann.

## Handpuppenspiel als Kunstform
Traditionell: Egal ob es der „Mister Punch“ in England ist, die Figur des Pulcinella aus der italienischen Commedia dell’arte oder auch der Hanswurst, Kasper oder auch Kasperl des deutschen Sprachraums – die typisierten Charakterzüge dieser bekannten Hauptfiguren sind sich sehr ähnlich: es ist überall der ziemlich schlaue, humorvolle und witzige kleine, einfache Mann von der Straße, der nicht zimperlich ist und sich mit wachem Verstand und manchmal auch mit raffinierter List seiner Haut durchaus zu wehren weiß und damit dem Zuschauer zeigt, wie man sich einigermaßen gut durchs Leben schlägt.
Die Figuren rund um den „Kasper“ des Kasperletheaters sind zumeist Handpuppen – entsprechend weithin bekannt. Die Klassiker heißen Kasper, Seppel (sein Freund), Wachtmeister, Teufel, Krokodil, Großmutter, Hexe und Prinzessin. Puppenspieler stellen ihre Handpuppen meist in Handarbeit selbst her oder lassen sie von speziellen Bildhauern – die bekanntesten unter ihnen sind wahrscheinlich Theo Eggink, Till de Kock, Fritz Herbert Bross und Jürgen Maaßen – individuell fertigen. Die gekonnte Führung der Handpuppe wird häufig unterschätzt und bedarf einer geduldigen Anleitung und viel Übung. Berühmte künstlerische Handpuppenspieler waren unter anderem Max Jacob, Rudolf Fischer, Friedrich Arndt, Wolfgang Buresch, Therese Keller, Benita Steinmann, Gerd J. Pohl, Alfredo Bannenberg, Jo Micovich, Heinrich Maria Denneborg, Oswald Hempel, Heinz Fülfe, Paul Hölzig, Walter Büttner und Erhard Reis.
Neue Entwicklung: Seit dem Anfang der 1970er Jahre hat sich die deutsche Puppentheaterszene mehr und mehr vom Kaspertheater weg zu freien Kunstformen hin bewegt. Hauptmotoren waren dafür Peter Steinmann (die bühne) in Berlin, Marieluise Ritter (frankfurter figurentheater) in Frankfurt und Peter Röders (Fabula-Theater) in Kiel (jetzt Idstedt). Alle verbannten Kasperpuppen und -dramaturgie aus ihren Stücken, nutzten jedoch auch weiterhin die Handpuppe und gesellten ihr bald andere, über der Spielleiste zu spielende Figuren zu – Stabfiguren, Schlenkerpuppen (Marotten) oder Figuren mit innerer Drehmechanik (nach Hawlik), wie z. B. die Wulle-Figur und die Pinguine des frankfurter figurentheaters.
Die einfache Konstruktion bewirkt nicht nur, dass Handpuppen auch von Amateuren und Kindern angefertigt werden und gespielt werden können. Der größte künstlerische Reiz liegt in der unmittelbaren Verbindung mit der menschlichen Hand. Sie ist damit die körperlichste Figurenart, kann sich am spontansten bewegen und damit auch am unmittelbarsten auf das Publikum reagieren. Sie atmet zusammen mit dem Puppenspieler und wirkt, vollendet gespielt, so natürlich, dass der Zuschauer immer wieder der Illusion erliegt, sie sei wirklich lebendig. Nicht zu vergessen seien hier die zahllosen Bauchredner der westlichen Welt, zum größten Teil brillante Puppenspieler, die ausnahmslos mit Handpuppen (besonders Klappmaulfiguren) arbeiten. Nur die magische Lebendigkeit ihrer Puppen bewirkt die nötige Ablenkung vom Gesicht des Manipulators.
Friedrich Arndt befasste sich intensiv mit den künstlerischen Ausdrucksmöglichkeiten der Handpuppe und veröffentlichte bereits 1950 ein kleines Kompendium des Handpuppenspiels, das bis heute uneingeschränkte Gültigkeit besitzt. Er sagte einmal: „Eigentlich ist die Handpuppe die am schwierigsten zu spielende Figurenart, nur weiß das kaum einer, und es werden leider so viele wunderbare Möglichkeiten verschenkt.“ Ganz im Gegensatz und zum nicht gelinden Entsetzen der ausnahmslos Kaspertheater spielenden Kollegen seiner Generation war er, der Hohnsteiner Kasper in Person, von der jungen Bewegung begeistert und inszenierte mit großem Engagement zwischen 1974 und 78 drei ganz und gar kasperfreie Handpuppen-Theaterstücke im Frankfurter Figurentheater.

## Handpuppen als Spielzeug und im pädagogischen Einsatz

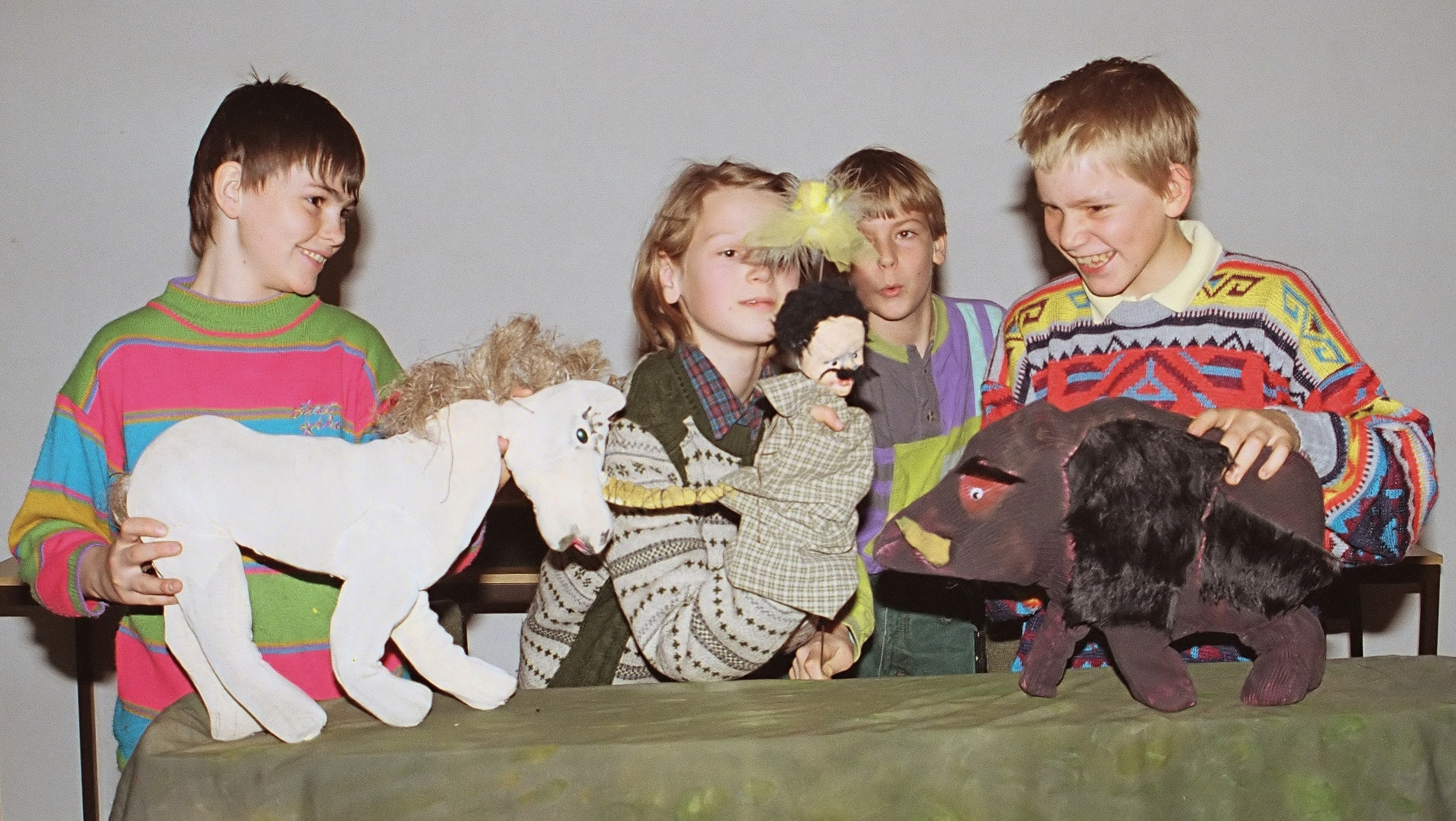
Kinder führen ein Märchen mit selbstgebauten Figuren auf

Handpuppen als Kinderspielzeug gibt es in höchst unterschiedlicher Qualität im Fachhandel.
Sockenpuppen sind aus Strümpfen mit Wollresten und Pappe hergestellte Handpuppen, die auch den Mund bewegen und Grimassen schneiden und aufgrund ihrer sehr einfachen Herstellungsweise bereits von älteren Kindergartenkindern und Grundschülern gebastelt werden können.
Außerhalb vom künstlerischen Einsatz bzw. als Kinderspielzeug sind sie manchmal Maskottchen. Auch können sie in Rollenspielen und im therapeutischen Puppenspiel wertvolle Hilfe bei der Psychotherapie insbesondere bei jüngeren und etwas älteren Menschen leisten. Ein Beispiel in der Grundschule eingesetzter Handpuppen sind Fara und Fu oder der Quiesel.

## Berühmte Handpuppen
- Der Hohnsteiner Kasper
- Die Gans Mimi von Am dam des
- Hase Cäsar
- Kermit der Frosch und Miss Piggy aus der Muppet Show
- Lemmi aus „Lemmi und die Schmöker“
- Plumpaquatsch der grüne Wassermann, sehr aufwändige Handpuppe
- Werner Momsen, Klappmaul-Handpuppe des Puppenspielers Detlef Wutschik
- Mr. Socko, eine Socke mit Gesicht, welche vom WWE-Wrestler Mick Foley für seinen Finishing-Move Mandible Claw genutzt wird.

Seit der Ming-Dynastie sind Handpuppen auch im Chinesischen Puppentheater vertreten.

## Sonstiges
In dem Film Rumpe und Tuli (2010) spielen zwei Sockenpuppen mit diesem Namen die Hauptrollen.
In der Tragikomödie Der Biber (2011) von Jodie Foster übernimmt eine Biber-Handpuppe mehr und mehr die Kontrolle über das Leben des Protagonisten, gespielt von Mel Gibson.